# Aphelinoidea semifuscipennis
Aphelinoidea semifuscipennis är en stekelart som beskrevs av Girault 1911. Aphelinoidea semifuscipennis ingår i släktet Aphelinoidea och familjen hårstrimsteklar. Inga underarter finns listade i Catalogue of Life.